# Свиня (зодіак)

Рік свині

Свиня (猪) — є дванадцятим і останнім знаком земних гілок (亥), які з'являються в китайському зодіаку. Він характеризується як інь, так і янь, асоціюється з елементом «води», у якого потужні властивості інь, пов'язані зі спокоєм і відображенням, уособлює так само доброту, миролюбство, щирість, чесність, наївність, терпіння, має унікальну інтуїцію але, з іншого боку, запальність і непередбачуваність.
Час доби під управлінням Свині: 21.00-23.00.
Відповідний знак Зодіаку: Скорпіон

## Роки та п'ять елементів
Люди, що народилися в ці діапазони цих дат належать до категорії народилися в «рік свині»:
- 3 лютого 1899 — 31 січня 1900, рік Земляної Свині.
- 30 січня 1911 — 17 лютого 1912, рік Металевої Свині.
- 16 лютого 1923 — 4 лютого 1924, рік Водяної Свині.
- 4 лютого 1935 — 23 січня 1936, рік Дерев'яної Свині.
- 22 січня 1947 — 9 лютого 1948, рік Вогненної Свині.
- 8 лютого 1959 — 27 січня 1960, рік Земляної Свині.
- 27 січня 1971 — 14 лютого 1972, рік Металевої Свині.
- 13 лютого 1983 — 1 лютого 1984, рік Водяної Свині.
- 31 січня 1995 — 18 лютого 1996, рік Дерев'яної Свині.
- 16 лютого 2007 — 6 лютого 2008, рік Вогненної Свині.
- 4 лютого 2019 — 24 січня 2020, рік Земляної Свині.
- 23 січня 2031 — 10 лютого 2032, — рік Металевої Свині.
- 10 лютого 2043 — 29 січня 2044, — рік Водяної Свині.